# Costa Rica op de Olympische Zomerspelen 1976
Costa Rica nam deel aan de Olympische Zomerspelen 1976 in Montréal, Canada. Net als tijdens de vier eerdere deelnames werd geen medaille gewonnen.

## Deelnemers en resultaten

### Boogschieten
| Olympiër      | Discipline      | Resultaat | Prestatie                                                                              |
| ------------- | --------------- | --------- | -------------------------------------------------------------------------------------- |
| Luis Gonzalez | individueel (m) | 37e       | 1ste ronde: 37ste met 1000 punten 2de ronde: 37ste met 1005 punten totaal: 2005 punten |
| Juan Wedel    | individueel (m) | 34e       | 1ste ronde: 31ste met 1097 punten 2de ronde: 33ste met 1068 punten totaal: 2165 punten |

### Schietsport
| Olympiër         | Discipline             | Resultaat | Prestatie                       |
| ---------------- | ---------------------- | --------- | ------------------------------- |
| Hugo Chamberlain | 50m geweer 3 houdingen | 54e       | 1086 punten: (391-361-334)      |
| Hugo Chamberlain | 50m geweer liggend     | 68e       | 580 punten: (97-98-95-96-98-96) |

### Wielersport
| Olympiër        | Discipline       | Resultaat | Prestatie      |
| --------------- | ---------------- | --------- | -------------- |
| Carlos Alvarado | wegwedstrijd (m) | DNF       | niet gefinisht |

### Zwemmen
| Olympiër    | Discipline           | Resultaat | Prestatie                                              |
| ----------- | -------------------- | --------- | ------------------------------------------------------ |
| María París | 100m vrije slag (v)  | 34e       | serie 6: 6de in 1.01,53                                |
| María París | 200m vrije slag (v)  | 30e       | serie 6: 6de in 2.13,17                                |
| María París | 400m vrije slag (v)  | 27e       | serie 1: 6de in 4.40,35                                |
| María París | 100m vlinderslag (v) | 11e       | serie 3: 2de in 1.03,67 halve finale 2: 6de in 1.03,27 |
| María París | 200m vlinderslag (v) | 24e       | serie 4: 5de in 2.23,52                                |

Amerikaanse Maagdeneilanden · Andorra · Antigua en Barbuda · Argentinië · Australië · Bahama's · Barbados · België · Belize · Bermuda · Bolivia · Bondsrepubliek Duitsland · Brazilië · Bulgarije · Canada · Chili · Colombia · Costa Rica · Cuba · Denemarken · Dominicaanse Republiek · Duitse Democratische Republiek · Ecuador · Egypte · Fiji · Filipijnen · Finland · Frankrijk · Griekenland · Groot-Brittannië · Guatemala · Haïti · Honduras · Hongarije · Hongkong · Ierland · IJsland · India · Indonesië · Iran · Israël · Italië · Ivoorkust · Jamaica · Japan · Joegoslavië · Kaaimaneilanden · Kameroen · Koeweit · Libanon · Liechtenstein · Luxemburg · Maleisië · Marokko · Mexico · Monaco · Mongolië · Nederland · Nederlandse Antillen · Nepal · Nicaragua · Nieuw-Zeeland · Noord-Korea · Noorwegen · Oostenrijk · Pakistan · Panama · Papoea-Nieuw-Guinea · Paraguay · Peru · Polen · Portugal · Puerto Rico · Roemenië · San Marino · Saoedi-Arabië · Senegal · Singapore · Sovjet-Unie · Spanje · Suriname · Thailand · Trinidad en Tobago · Tsjecho-Slowakije · Tunesië · Turkije · Uruguay · Venezuela · Verenigde Staten · Zuid-Korea · Zweden · Zwitserland